# Октябрьский наслег (Нюрбинский район)
Октябрьский наслег — сельское поселение в Нюрбинском районе Якутии Российской Федерации.
Административный центр — село Антоновка.

## История
Статус и границы сельского поселения установлены Законом Республики Саха (Якутия) от 30 ноября 2004 года N 173-З N 353-III «Об установлении границ и о наделении статусом городского и сельского поселений муниципальных образований Республики Саха (Якутия)».

## Население
| 2002  | 2010  | 2011  | 2012  | 2013  | 2014  | 2015  |
| ----- | ----- | ----- | ----- | ----- | ----- | ----- |
| 2686  | ↗2770 | ↗2775 | ↘2758 | ↘2743 | ↗2747 | ↗2754 |
| 2016  | 2017  | 2018  | 2019  | 2020  | 2021  |       |
| ↘2738 | ↘2730 | ↘2678 | ↘2673 | ↗2728 | ↗2781 |       |

## Состав сельского поселения
| № | Населённый пункт | Тип населённого пункта       | Население |
| - | ---------------- | ---------------------------- | --------- |
| 1 | Антоновка        | село, административный центр | ↗3102     |
| 2 | Нефтебаза        | посёлок                      | ↘112      |